# Giorgio Basta

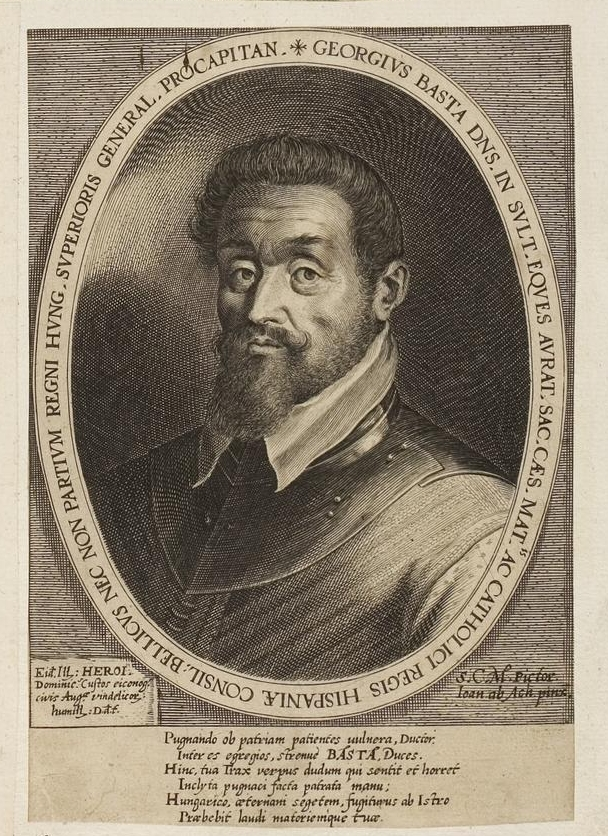
Giorgio Basta, Stich aus dem 17. Jahrhundert

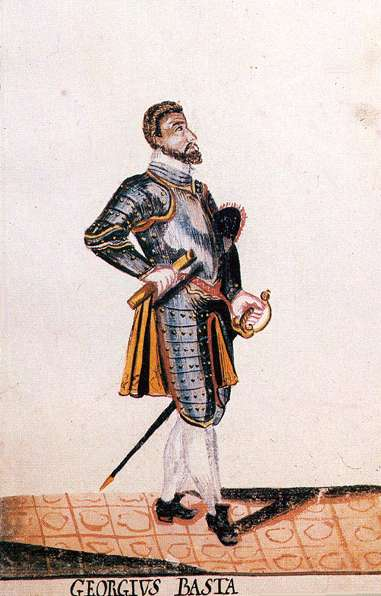
Giorgio Basta, Aquarell aus dem 17. Jahrhundert

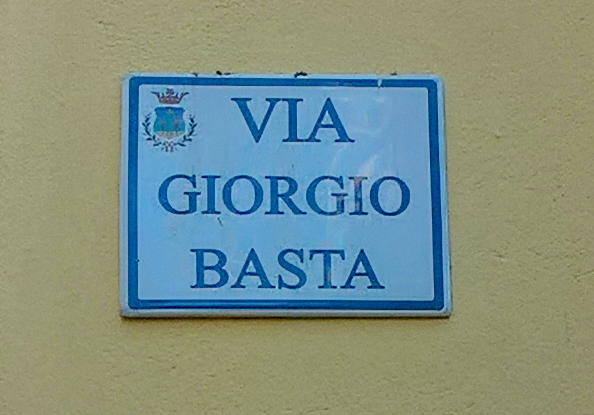
Straßenschild in Brindisi Montagna

Giorgio Basta auch Georg oder Georgius Graf Basta von Hust, Freiherr von Sult und Graf von Huszt und Mármaros (* 30. Januar 1550 in Rocca in der Provinz Tarent; † 26. August 1607 in Wien oder 20. November 1607 in Rocca bei Tarent) war ein habsburgisch-kaiserlicher Generalfeldmarschall und Hofkriegsrat, Obergespann des Komitat Marmaros, dann Statthalter in Siebenbürgen, Armeekommandant in Ungarn und militärischer Fachschriftsteller.

## Herkunft
Er war der Sohn von Demetrio Basta, einem albanischen Epiroten, der sich nach dem Tod Skanderbegs im Jahr 1468 während der dritten Emigrationswelle der Arbëresh im Königreich Neapel ansiedelte und in kaiserlichem Kriegsdienst nach Österreich kam.
Sein Bruder Nikolo Basta war General der Kavallerie und Gouverneur von Geldern, dieser starb unverheiratet 1605 in Brüssel.

## Leben
Seine militärische Ausbildung erhielt Giorgio 1589–1590 in den Spanischen Niederlanden auf einer spanisch-italienischen Kriegsschule. Schon in jungen Jahren machte er sich bei den militärischen Unternehmungen des spanischen Statthalters Alexander Farnese einen Namen.
Anschließend trat Georg Basta in die Dienste des römisch-deutschen Kaisers Rudolf II. Dieser gab ihm im sogenannten Langen Türkenkrieg von 1593 bis 1606 zwischen der Habsburgermonarchie und dem Osmanischen Reich den Oberbefehl über die habsburgische Armee und die Verwaltung von Siebenbürgen als kaiserlicher Lehnsträger. Am 4. September 1605 (datiert Prag) wurde er Reichsgraf mit der Ergänzung „von Hust“ (Huszt im nordungarischen Komitat Marmaros) mit Wappenbesserung, wurde am 15. März 1606 böhmischer Herr und erhielt das Inkolat. Er hatte den Auftrag, das durch Okkupation des Hauses Habsburg 1598 vertragsweise erworbene Siebenbürgen wegen der ihm zugeschriebenen Begabung, Unerschrockenheit und eisernen Ausdauer zu sichern.
Der frühere Fürst Siebenbürgens, Sigismund Báthory hielt den mit Kaiser Rudolf II. geschlossenen Abtretungsvertrag nicht ein und übereignete das Land seinem Vetter, dem jungen Kardinal Andreas Báthory. Auch der Woiwode Michael der Tapfere beabsichtigte, die Walachei und Siebenbürgen zu erobern und seinem Herrschaftsbereich hinzuzufügen. Im Herbst 1599 schlug er den Kardinalfürsten Andreas Báthory, der dabei sein Leben verlor. Der Kaiser setzte Michael im November 1599 zu seinem Statthalter und Georg Basta daneben als Militärkommandanten ein. Die beiden gerieten in Streit. Georg Basta bezichtigte Michael des Verrats, schlug ihn im September 1600 bei Miriszló und vertrieb ihn aus dem Land.
In dieser Situation wollte sich Sigismund Báthory Siebenbürgens wieder bemächtigen. Michael begab sich zum Kaiser, um dessen Gunst wieder zu erlangen. Vereint schlugen Basta und Michael am 3. August 1601 bei Goroßlo (ung. Goroszló, jetzt Gurăslău, Kommune Hereclean, Grafschaft Sălaj) Sigismund Báthory. Doch nur wenige Tage später, am 19. August, wurde Michael ermordet, der Siebenbürgen, Wallachien und Moldawien unter seiner Hand vereinigt hatte und damit Kaiser Rudolf II. zu mächtig geworden war.
Georg Bastas Herrscherstil in Siebenbürgen rief 1603 eine Erhebung der Bevölkerung unter Moses Székely hervor, die er unterdrücken konnte; während einer zweiten, dem Ungarischen Aufstand unter Stephan Bocskai, wurde er 1604 nach Ungarn gegen die Osmanen abberufen, zersprengte aber 1605 Bocskais Heiduckenheer bei Osgyan.
Nach dem Tode Michaels versuchten die Habsburger weitere vier Male, das ständisch geprägte Siebenbürgen und deren Einkünfte unter ihre absolutistische Kontrolle und zentralistische Verwaltung zu bringen. Im Verlauf der Kämpfe wechselten Basta und seine habsburgischen Söldnertruppe und die siebenbürgischen Fürsten mit ihren Heeresgruppen jeweils für einige Monate in der Herrschaft ab. Dabei wurde das Land verwüstet. 1606 zogen sich die Habsburger schließlich geschlagen aus Siebenbürgen zurück; das Fürstentum blieb weiterhin ständisch und (relativ) unabhängig.
Als 1606 der Friede von Zsitvatorok mit den Osmanen geschlossen wurde, zog sich Basta, seit 1605 in den Reichsgrafen- und den österreichischen Herrenstand aufgenommen, zurück und verstarb am 26. August 1607 in Wien und wurde 1612 in der dortigen Franziskanerkirche (Wien) zu Grabe gelegt.
Eine von ihm verfasste Denkschrift zeigt wie Georg Graf Basta von Hust die damaligen Zustände Siebenbürgens einschätzte. Er befürwortet den Nutzen einer ausgedehnten Besiedlung des Gebietes durch deutsche Kolonisten.
Ungarische und rumänische Historiker beschreiben Graf Basta als einen charakterlich gewalttätigen Mann, motiviert durch Hass auf die Magyaren. Während seiner kurzen Regierungszeit in Siebenbürgen hat sich die wirtschaftliche Situation des Fürstentums verschlimmert. In dem von seinen plündernden Armeen von mittellosen Söldnern ausgeübten Terror verlor Siebenbürgen ein Drittel seiner Bevölkerung und den größten Teil seiner adeligen Oberschicht.

## Bericht eines Zeitzeugen

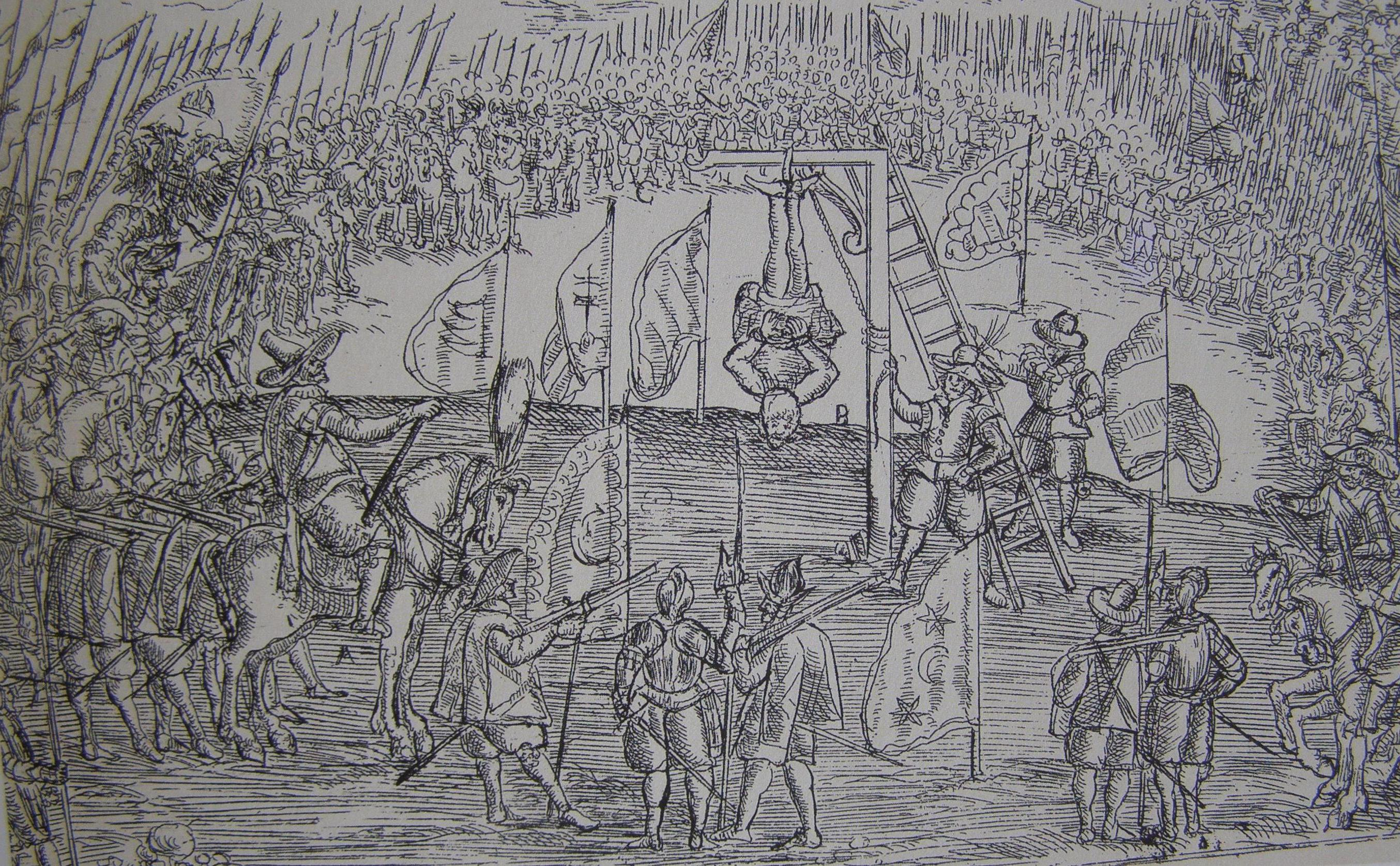
Die Barbarei General Bastas in Ungarn, 1604

Ein kurzer Auszug aus dem Bericht von der Belagerung der Stadt Bistritz (heute in Rumänien), welche Georg Basta vorgenommen und wie derselbige diese Stadt und Gebiet unter zweien Jahren beangstiget und ruinieret hat, des Bistritzer Pfarrers Stephan Decani († 1682):

„Und bald verbreiteten sich sowohl Haiducken, als Wallonen auf den Dörfern, wo sie auf das Grausamste hauseten. Diejenigen, welche niedergehauen wurden, waren noch glücklich. Denn den Gefangenen dreheten sie so lang Stricke um ihre Köpfe, bis ihnen das Gehirn herausspritzte; oder sie folterten ihre Leiber mit glühenden Kohlen, um ihnen ihre verborgenen Güter zu rauben. – Hier war kein Verschonen, keine Menschlichkeit! Männer, Frauen, Kinder, – selbst die im Mutterleibe, – wurden Opfer der erbitterten unmenschlichen Soldaten. Den Frauen schnitten sie die Brüste auf, und bestreuten sie mit Salze; jungen Mannspersonen wurden die Näbel aufgeschnitten, und an Bäume genagelt, dann diese Unglücklichen so lang um die Bäume getrieben, bis ihr ganzes Eigeweide herumgewickelt war, und sie tod hinfielen. – Viele flüchteten sich in die Gebirge, allein nur zu einem andern, und langsamern Tode. Hunger und Frost, die itzt außerordentlich waren, wurden ihre Mörder!“

## Werke

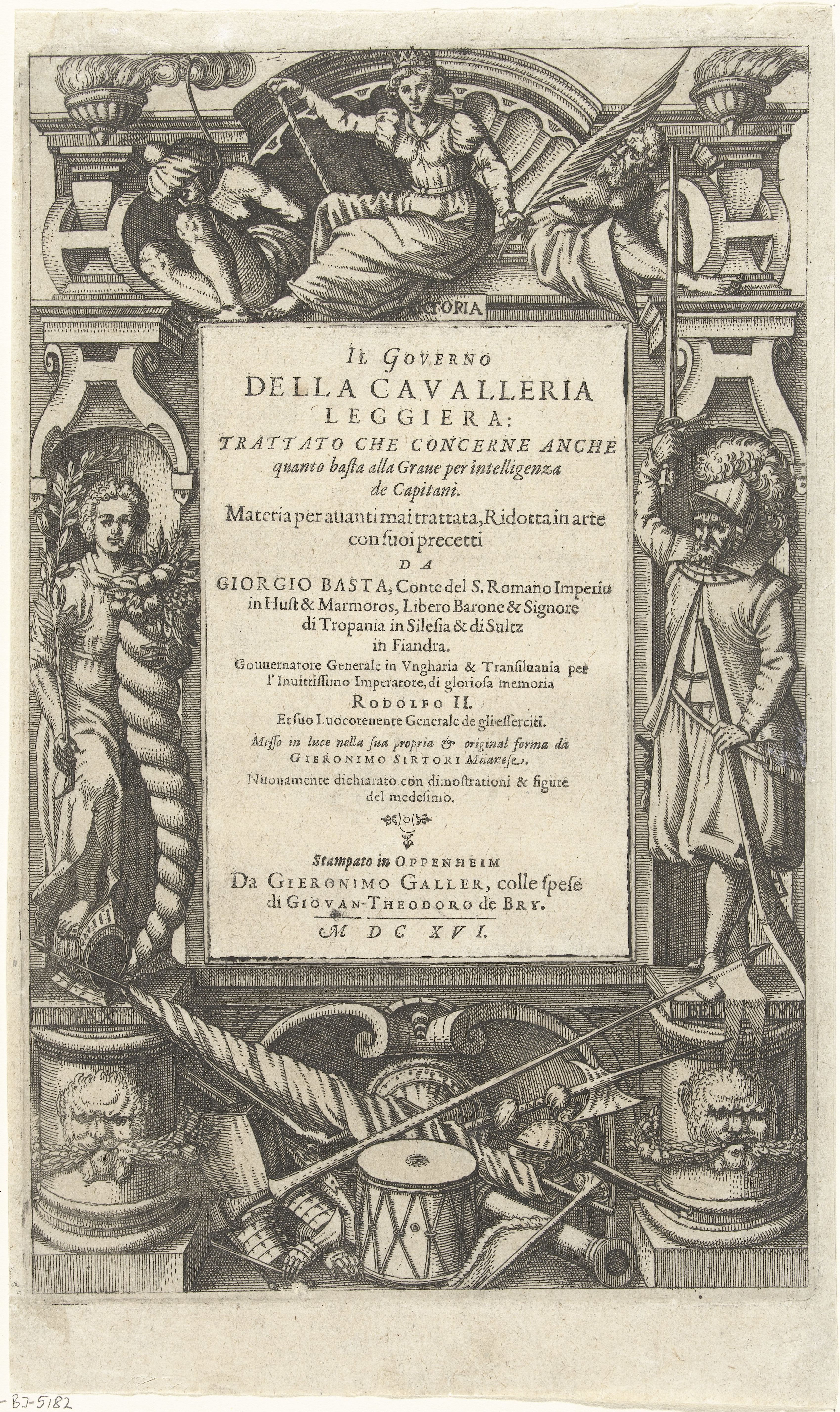
Giorgio Basta, Il Governo Della Cavalleria Leggiera: Trattato Che Concerne Anche quanto basta alla Grave per intelligenza de Capitani. Oppenheim: H. Galler, J.T. de Bry, 1616.

Basta schrieb einige militärische Handbücher nach seinen Erfahrungen der Kriegsführung in Osteuropa. Die bekanntesten davon sind
- Il maestro di Campo generale… (Venedig, 1606);

deutsche Ausgabe: Il Maestro di Campo Generale; Das ist/ Außfürliche Anzeig/ Bericht und Erklärung/ von dem Ampt eines General Feldt-Obersten: wie er nemblich tragenden hohen Ampts und Befelchs halben/ das Feldt bestellen/ und sein Kriegsheer führen und regieren sol. Oppenheim 1617.
- Il governo della cavalleria leggiera (Venedig, 1612);

ebenfalls auf Deutsch: Gouverno della Cavalleria, Das ist/ Bericht Von Anführung der leichten Pferde: dabey auch was die schweren belanget/ so viel den Capitänen zuwissen vonnöhten/ begriffen. - Und Auffs neuw mit Figurn und demonstrationibus durch denselbigen erkläret/ Jetzundt auß Italianischer in unser Teutsche Muttersprach verdolmetschet/ und in Kupffer geschnitten Durch Johann Theodor de Bry. Oppenheim 1614.

## Angehörige
Georg Basta ehelichte 1589 in den Niederlanden Anna de Liedekerke, auf Zulte, welche am 27. März 1619 in Kortrijk verstarb, eine Tochter des Anton Ritter de Liedekerke, auf Heule, Moorsele und Axele, und seiner Ehefrau Louise de la Barre, auf Mouscron, war.
Ihrer Ehe entstammten vier Kinder:
1. Georg der Jüngere (* 1589 oder 1590), Landstand im Herzogtum Troppau;
2. Karl (* 1591, † Troppau 1612), kaiserlicher Reiteroffizier und Kammerjunker bei Erzherzog Mathias;
3. Maria Magdalena; verehelicht mit Don Franzisco Marques de Medina Carausa, kgl. spanischer Kavalleriekapitän;
4. Ferdinand Graf Basta von Hust, Comte de Mouscron (* um 1596, † 29. September 1652 in Hainburg an der Donau in Niederösterreich), auf Zulte, Nazareth, Aalbeke, Oosthove, Moorsele, Lefegham, Bissegem, Pfandherr der Troppauer Schlösser (12. Juni 1613 unter die Stände des Herzogtum Troppau aufgenommen); verehelicht in Kortrijk am 7. Juli 1618 mit Franziska Albertine van der Gracht, in deren Ehe zwölf Kinder geboren wurden.